# 马西拉海峡

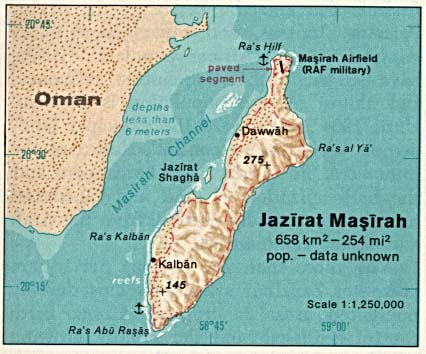

马西拉海峡（英語：Masirah Channel），又名马西拉湾（阿拉伯语：‎，羅馬化：Khalīj Maṣīrah），是阿曼东部拜尔希克曼半岛和马西拉岛之间的海峡。